# Ricardo Eichmann
Ricardo Francisco Eichmann (* 2. November 1955 in Buenos Aires, Argentinien) ist ein deutscher Vorderasiatischer Archäologe.

## Wissenschaftliche Laufbahn
Von 1977 an studierte Ricardo Eichmann Ur- und Frühgeschichte, Klassische Archäologie und Ägyptologie an der Universität Heidelberg und wurde 1984 mit einer Dissertation mit dem Titel Aspekte prähistorischer Grundrissgestaltung in Vorderasien promoviert. Von 1984 bis 1994 war er erst als wissenschaftlicher Referent, später als wissenschaftlicher Mitarbeiter an der Abteilung Bagdad des Deutschen Archäologischen Instituts in Berlin tätig.
Im Anschluss war Eichmann von 1995 bis 1996 kurzzeitig Professor für Vorderasiatische Archäologie an der Universität Tübingen. Von 1996 bis zu seinem Ruhestand im November 2020 war er Erster Direktor der Orient-Abteilung des Deutschen Archäologischen Instituts in Berlin, ihm folgte Margarete van Ess in der Position nach.
Seine Forschungsschwerpunkte sind unter anderem Musikarchäologie des Vorderen Orients und Ägyptens sowie Bauforschung im Vorderen Orient.

## Privates
Ricardo Eichmann ist der jüngste Sohn von Adolf Eichmann und Vera Liebl. Nach der Entführung des Vaters im Mai 1960 – Ricardo Eichmann war zu diesem Zeitpunkt vier Jahre alt – zog die Mutter mit ihren Kindern Anfang der 1960er Jahre nach Deutschland zurück. Eichmann wuchs nach eigener Aussage ohne besondere Auseinandersetzung mit der Geschichte des Vaters auf, über den auch in der Familie nicht geredet wurde. Zu seinem Vater und dessen Vergangenheit empfindet Ricardo Eichmann keine Verbundenheit, vielmehr hat er eine pazifistische Einstellung entwickelt.

## Veröffentlichungen (Auswahl)
- Uruk. Die Stratigraphie, Grabungen 1912–1977 in den Bereichen ‚Eanna‘ und ‚Anu-Ziqqurrat‘ (= Ausgrabungen in Uruk-Warka. Endberichte. 3). 2 Bände. Philipp von Zabern, Mainz 1989, ISBN 3-8053-1032-3.
- Koptische Lauten. Eine musikarchäologische Untersuchung von sieben Langhalslauten des 3.–9. Jahrhunderts n. Chr. aus Ägypten (= Deutsches Archäologisches Institut Kairo. Sonderschrift. 27). Zabern, Mainz 1994, ISBN 3-8053-1498-1.
- Aspekte prähistorischer Grundrissgestaltung in Vorderasien. Beiträge zum Verständnis bestimmter Grundrissmerkmale in ausgewählten neolithischen und chalkolithischen Siedlungen des 9.–4. Jahrtausends v. Chr. (mit Beispielen aus der europäischen Prähistorie) (= Baghdader Forschungen. 12). Philipp von Zabern, Mainz 1991, ISBN 3-8053-1283-0.
- Uruk. Die Architektur I. Von den Anfängen bis zur frühdynastischen Zeit (= Ausgrabungen in Uruk-Warka. 14). 2 Bände. Marie Leidorf, Rahden/Westf. 2007, ISBN 978-3-89646-036-3.
- mit Lars-Christian Koch (Hrsg.): Musikarchäologie. Klänge der Vergangenheit (= Archäologie in Deutschland. Sonderheft 7). Konrad Theiss, Darmstadt 2015, ISBN 978-3-8062-3007-9.